# Цинг-Цин-Ци
Цинг-Цин-Ци (кин: 京津冀城市群) познатији као Пекинг-Тјенцин-Хебеј је Национални Капитални Регион Народне Републике Кине. То је највећа урбанизована регија мегалополиса у северној Кини. Обухвата економски регион који окружују општине Пекинг и Тјенцин, уз обалу Бохајског мора. Ова регија у успону расте као северна градска регија која се надмеће са делтом Бисерне реке на југу и делтом реке Јангце на истоку. У 2016. години Цинг-Цин-Ци је имао укупно 112 милиона становника и био је насељен исто као Гуангдунг, најмногољуднија кинеска провинција.

## Економија
У 2019, Цинг-Цин-Ци је произвео око 8% (1,2 билиона долара или 2,4 билиона у ПКМ) од кинеског БДП-а или отприлике исти БДП као Мексички БДП или око два пута већи БДП од Јужне Кореје. Цинг-Цин-Ци се традиционално бавио тешком индустријом и производњом. Снаге Тјенцина су увек биле у ваздухопловству, логистици и бродарству. Пекинг ову економску активност допуњује снажном петрохемијом, образовањем и истраживањем и развојем индустрије. 
Подручје постаје значајан кластер раста за аутомобиле , електронику, петрохемијски сектор, аутомобилску индустрију, софтвер и авионе, такође привлачећи стране инвестиције у производњу и здравствене услуге. Кинеска централна влада је јасно ставила приоритет да се интегрише подстицање економског развоја у све градове. То укључује изградњу напредне комуникационе мреже, бољих аутопутева , повећано образовање и научне ресурсе, као и искоришћавање природних ресурса са обода Бохајског мора. Централна влада је 2016. године одобрила план од 36 милијарди америчких долара за повезивање железницом различитих градова који чине ову метрополу, како би се смањила времена за пут на посао и боља интеграција. Овај план укључује изградњу девет железничких пруга дужине 1.100 км. Дугорочни циљ је стварање једносатне регије за путовање на посао; планирано је да се изгради додатних 24 међуградских железница пре 2050.
Последњих деценија налазишта нафте и природног гаса откривена су на обали Бохајског мора у регији Цингцинци.
| Градско подручје              | Кинески                                       | Градови                                              | Градско становништво |
| ----------------------------- | --------------------------------------------- | ---------------------------------------------------- | -------------------- |
| Градско подручје Пекинг       | 北京城市圈 Běijīng Chéngshì Quān              | Пекинг, Хуаироу, Мијун, Пингу, Јанћинг               | 16.858.692           |
| Градско подручје Тјенцин      | 天津城市圈 Tiānjīn Chéngshì Quān              | Тиацин, Бинхај, Баоди, Цинхај, Цижоу, Нигхе          | 10.277.893           |
| Градско подручје Шиђажуанг    | 石家庄城市圈 Shíjiāzhuāng Chéngshì Quān       | Шиђажуанг, Цинжоу, Ћинци, Ћинле                      | 3.823.504            |
| Градски круг Баодинг- Ћионган | 保定雄安城市圈 Bǎodìng-Xióng'ān Chéngshì Quān | Баодинг, Ћионган, Ангуо, Дингжоу, Гаобеидиан, Жуожоу | 3.056.000            |
| Градски круг Тангшан          | 唐山城市圈 Tángshān Chéngshì Quān             | Тангшан                                              | 2.237.317            |

## Велики градови
| Град              | Пињин        | Становништво (2010) | Слика | Информације | Мапа града |
| ----------------- | ------------ | ------------------- | ----- | --- | ---------- |
| Пекинг北京        | Běijīng      | 19.612.368          |       | Пекинг је метропола на северу Кине и главни град Народне Републике Кине. Пекингом се управља као општином под директном управом централне владе. Пекинг је други по величини кинески град након Шангаја, са више од 17 милиона људи у надлежности Пекинга. |            |
| Тјенцин天津       | Tiānjīn      | 12.938.224          |       | Трећи по величини град НР Кине по броју градског становништва. Административно је једна од четири општине које имају статус покрајинског нивоа, подређујући се директно централној влади. Његова урбана копнена површина је трећа по величини у Кини, рангирана је тек након Пекинга и Шангаја. |            |
| Баодинг保定       | Bǎodìng      | 10.029.197          |       | Баодинг је трећи по величини град у провинцији Хебеј, рангиран након Шиђажуанга и Тангшана . Град се налази у центру економског троугла Пекинг-Тјенцин-Шиђажуанг, са добрим саобраћајним везама и удаљеностом до оближњих већих градова. Новоосновано ново подручје Ксионган , које има за циљ да буде високотехнолошка, еколошки одржива модерна метропола и служи као ново средиште за нека административна одељења. Логистичке базе на северу Кине налазе се у границама града Баодинг. |            |
| Шиђажуанг石家庄   | Shíjiāzhuāng | 9.547.869           |       | Шиђажуанг је главни град Хебеј-а, као и трећи по величини град у Цинг-Цин-Ци-у, након Пекинга и Тјенцина. |            |
| Тангшан唐山       | Tángshān     | 7.577.284           |       | Тангшан, приморски град уз Бохајско море и суседни Тјенцин, други је по величини град у Хебеју, после Шиђажуанга. Такође је познат по земљотресу у Тангшану 1976. године . |            |
| Цангжоу沧州       | Cāngzhōu     | 7.134.053           |       | Град на југоистоку Хебеја на обали Бохајског мора. На северу се граничи са Тјенцином. |            |
| Лангфанг廊坊      | Lángfāng     | 4.358.839           |       | Ланфанг се налази између Пекинга и Тјенцина и садржи Санхе екцлаве, који су одвојене од остатка Хебеја. |            |
| Жангцјакоу张家口  | Zhāngjiākǒu  | 4.345.491           |       | Град на северозападу Хебеја. Граничи се са Пекингом на југоистоку. |            |
| Ченгде承德        | Chéngdé      | 3.473.197           |       | Град на североистоку Хебеја, најпознатији по планинском одмаралишту Ченгде . |            |
| Ћинхуангдао秦皇岛 | Qínhuángdǎo  | 2.987.605           |       | Град на североисточној обали Хебеја, најпознатији по Бејдаихеу. |            |

## Саобраћај

### Ваздух

#### Главни аеродроми
- Међународни аеродром Пекинг Капитал
- Међународни аеродром Пекинг Даксинг
- Међународни аеродром Тјенцин Бинхај
- Међународни аеродром Шиђажуанг Женгдинг

#### Регионални аеродроми
- Аеродром Ченгде Пунинг
- Аеродром Ћинхуангдао Бејдаихе
- Аеродром Тангшан Санухе
- Аеродром Жангцјакоу Нингиуан

### Пут
Постоји много главних аутопутева који опслужују руте унутар подручја Цинг-Цин-Ци. То укључује следеће брзе путеве:
- Аутопут Цинг-Цин-Танг,од Пекинга, кроз урбано подручје Тјенцина, до Бинхаја
- Аутопут Цингху, од моста Цининг Гонглу до Шангаја (заједно са аутопутем Цинг-Цин-Танг, ово је брзи пут од Пекинга до Шангаја)
- Аутопут Цинг-Шен, кроз округ Баоди на путу од Пекинга до Шењанга
- Аутопут Цинг-Ши, од Пекинга, до Шиђажуанга
- Аутопут Бао-цин, од округа Бејчен, Тјенцин, до Баодинг-а, Хебеј - познат у Тјецину као брзи пут Цин-бао
- Аутопут Цин-бин, од моста Жангујжуанг до моста Хујиајуан, оба у Тјенцину
- Цинци Аутопут, од центра Тјенцина до Цикјан Цоунти
- Аутопут Г95 Капитални Просторни Круг

Кроз Тјенцин пролази следећих шест кинеских националних аутопутева
- Кинески национални аутопут 102, кроз округ Ци, Тјенцин, на путу од Пекинга до Харбина
- Кинески национални аутопут 103, од Пекинга, кроз градско подручје Тјенцина , до Бинхаја
- Кинески национални аутопут 104, од Пекинга, преко Тјенцина, до Фужоа
- Кинески национални аутопут 105, од Пекинга , преко Тјенцина, до Мака
- Кинески национални аутопут 112, кружни аутопут око Пекинга, пролази кроз Тјенцин
- Кинески национални аутопут 205, од Шанхајгуана, Хебеј, преко Тјенцина, до Гуангџоуа